# Rudolf Hell
Rudolf Hell (19 de desembre de 1901 - 11 de març de 2002) va ser un inventor i enginyer alemany.

## Carrera
Hell va néixer a Eggmühl. De 1919 a 1923, va estudiar enginyeria elèctrica a Munic. Hi va treballar des de 1923 fins a 1929 com a ajudant del professor Max Dieckmann, amb qui va dirigir una cadena de televisió a la Verkehrsausstellung (lit.: "exposició del trànsit") a Munic el 1925. El mateix any Hell va inventar un aparell anomenat Hellschreiber, un dels primers precursors de les impressores matricials i fax. Hell va rebre una patent per al Hellschreiber el 1929.
L'any 1929 va fundar la seva pròpia empresa a Babelsberg. Després de la Segona Guerra Mundial va tornar a fundar la seva empresa a Kiel. Va continuar treballant com a enginyer i va inventar màquines per al gravat controlat electrònicament de planxes d'impressió i un sistema de composició fotogràfica electrònica anomenat digiset comercialitzat als EUA com VideoComp per RCA i més tard per 3I.
Ha rebut premis nombrosos com la creu del Comandant de Cavaller de l'Ordre de Mèrit de la República Federal d'Alemanya, el Premi Gutenberg del Gutenberg Internacional Societat i la Ciutat de Magúncia, el Werner von Anell de #Siemens i l'Eduard Rhein Ring of Honor de l'Eduard Rhein Foundation (1992).
La seva empresa va ser adquirida per Siemens AG el 1981 i es va fusionar amb Linotype el 1990, convertint-se en Linotype-Hell AG.
El Hellschreiber encara està en ús avui dia pels operadors de radioaficionats de tot el món. Hellverein Kiel recull els dispositius Hell i els manté funcionals. A més a més, el lloc web conté nombrosos documents i patents relacionades amb els dispositius Hell: https://www.hell-kiel.de/en/

## Mort
Rudolf Hell va morir a Kiel l'11 de març de 2002.